# Stumptown
Stumptown è una serie a fumetti statunitense scritta da Greg Rucka e disegnata da Matthew Southworth. La prima serie, venne lanciata dalla Oni Press dal 4 novembre 2009 e fu pubblicata per quattro numeri. Una seconda miniserie è iniziata nel settembre del 2012 e sono stati pubblicati cinque numeri. Dal settembre del 2014 viene pubblicato il terzo volume.
Il fumetto, di genere poliziesco, è ambientato a Portland e segue Dex Parios, una investigatrice privata bisessuale con il vizio del gioco d'azzardo. Si svolge nella stessa continuità dei romanzi di Rucka Fistful of Rain e Atticus Kodiak, in virtù della condivisione di personaggi minori.
Un adattamento televisivo del fumetto, con Cobie Smulders nel ruolo di Dex Parios, viene trasmessa sull'emittente televisiva ABC dal 25 settembre 2019, mentre in Italia verrà trasmessa da Fox dal 20 novembre 2019.

## Influenze
In un podcast di iFanboy, Rucka afferma che avrebbe basato la sua tesi universitaria sul genere del detective americano. Cita autori come Dennis Lehane, Robert B. Parker e Raymond Chandler per aver influenzato la creazione del personaggio di Dex Parios. Accredita anche serie televisive come Magnum, P.I., Simon & Simon e Agenzia Rockford.

## Accoglienza
Oni Press ha annunciato che in meno di una settimana il primo numero è andato esaurito a livello di distribuzione. Il primo volume è stato nominato all'Eisner Award del 2011 per la migliore serie limitata.

## Edizioni
| Titolo                   | Materiali inclusi     | Data di pubblicazione |
| ------------------------ | --------------------- | --------------------- |
| Stumptown - Volume One   | Stumptown Vol. 1 #1–4 | 5 aprile 2011         |
| Stumptown - Volume Two   | Stumptown Vol. 2 #1-5 | 1º ottobre 2013       |
| Stumptown - Volume Three | Stumptown Vol. 3 #1-5 | 28 aprile 2015        |

## Adattamento televisivo
Il 29 gennaio 2019, è stato annunciato che la ABC aveva ordinato un episodio pilota dell'adattamento televisivo. Un mese dopo, il 25 febbraio, Cobie Smulders venne scelta per il ruolo principale di Dex Parios. La serie va in onda dal 25 settembre 2019.
Il cast della serie include anche Jake Johnson, Tantoo Cardinal, Cole Sibus, Adrian Martinez, Camryn Manheim e Michael Ealy.